# 켄터키 주립 대학교

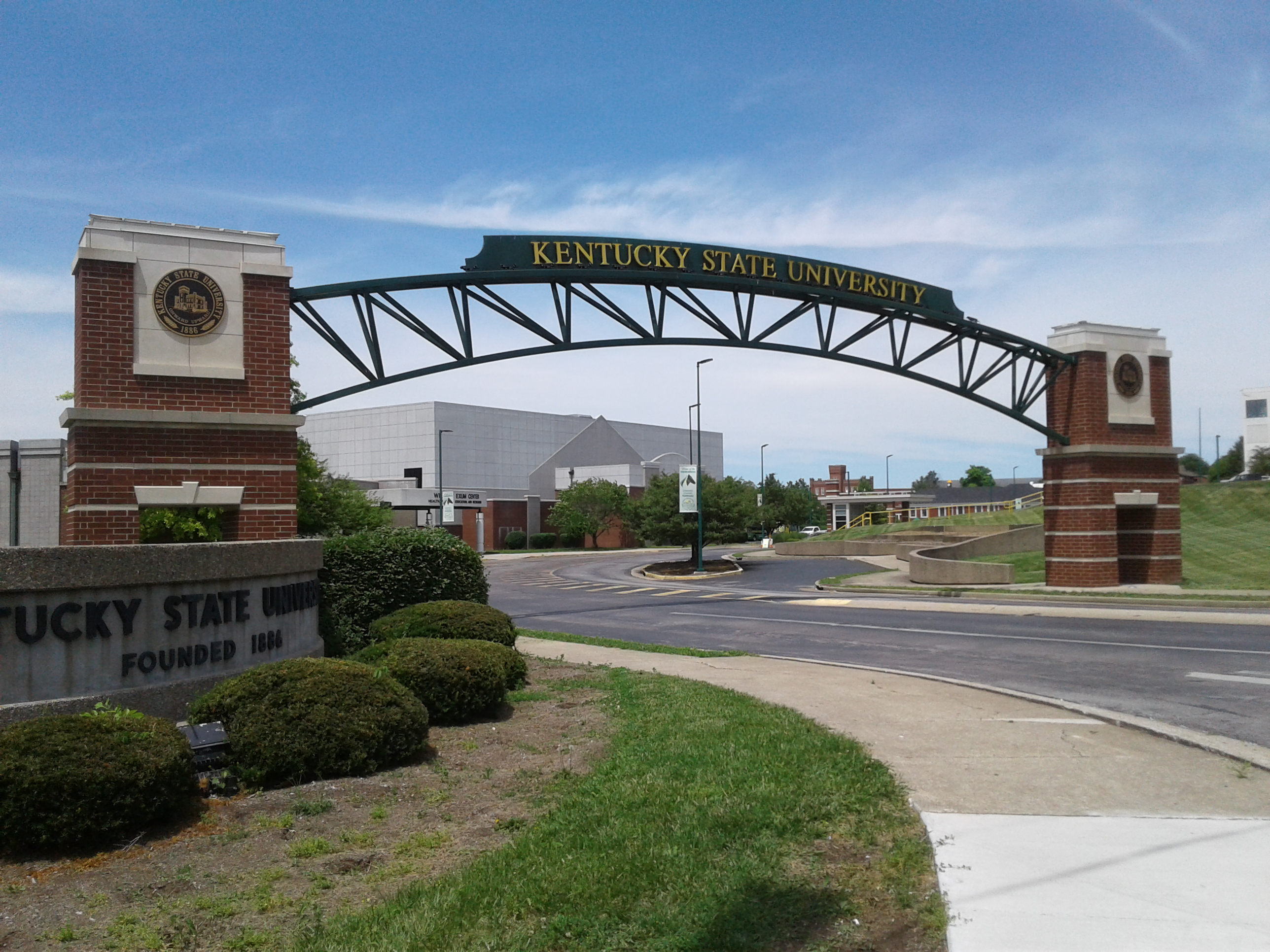

켄터키 주립 대학교(Kentucky State University, KSU 또는 KYSU)는 미국 켄터키주의 프랭크퍼트에 위치한 고등교육기관으로 주립 대학이다. 이 학교는 역사적으로 흑인을 위한 대학이었으며, 1954년 인종차별 폐지로 세워졌다. 이 대학은 또한 켄터키 시민들을 위한 모릴 토지 단과대학 법안으로 설립되었다. 오늘 날에는 학생회의 절반 이상이 흑인들이다.

## 역사
이 학교는 1886년 임대되어서 1887년에 유색 인종을 위한 주립 보통학교로 문을 열었다. 1890에 미국 정부는 토지 허가 연구기관으로 만들었고, 1902년에는 학교의 이름이 유색인종 켄터키 보통 & 산업 연구소로 변경되었다. 그리고 1926년 또 다시 유생인종 켄터키 주립 산업 대학으로 변경되었다. 1938년에 이 학교는 켄터키 흑인 주립 컬리지로 변경되었다가 1952년 흑인이라는 말이 빠지게 되었다. 이 단과 대학이 1972년에 완전한 종합대학으로 승격하였다. 1973년에 켄터키 주는 최초의 대학원 프로그램을 제공하였다.
인접한 고등학교가 1890년 말기부터 1930년까지 운영되었다.

## 학부
켄터키 주립 대학은 현재 3개의 단과대학으로 나뉜다.
- 사회과학 대학 (College of Arts, Social Sciences and Interdisciplinary Studies)
- 공과, 이과, 의과 대학 (College of Mathematics, Sciences, Technology and Health)
- 직업 학문 대학 (College of Professional Studies)